# Aspirrhina pogononota
Aspirrhina pogononota är en stekelart som beskrevs av Mauricio Garcia och Gaiani 1996. Aspirrhina pogononota ingår i släktet Aspirrhina och familjen bredlårsteklar.
Artens utbredningsområde är Venezuela. Inga underarter finns listade.